# 異類 (歌曲)
〈异类〉（英語："Heathens"）是一首由美国音乐组合二十一名飛員樂團创作词曲、录制的歌曲，于2016年6月16日作为电影《自殺突擊隊》原声带的首支单曲，由大西洋唱片和华纳兄弟唱片发布。歌曲由泰勒·约瑟夫包揽词曲创作、麦克·埃利松多负责音乐制作工作。〈异类〉在美国《告示牌》百强单曲榜上取得了第二位的峰值，截至目前与歌曲〈辗转难眠〉同为该组合在此排行榜上峰值最高的歌曲。该歌曲的音乐录影带赢得了2016年MTV音乐录影带大奖最佳摇滚乐录影带奖。

## 背景
2016年6月15日，二十一名飞行员发表了一篇用莫尔斯代码书写的推文。推文内容破解之后为“takeitslow”，经确认为一段来自于〈异类〉的歌词。同日，歌曲泄露至因特网上。6月16日，据报导歌曲将会收录于2016年改编自DC漫画反英雄团体的美国超级英雄电影《自殺突擊隊》的原声带内。这张原声带发行于2016年8月5日。
泰勒·约瑟夫在谈到这首歌曲时表示：“在谱写这首歌曲时我的想法是，让其首先成为一首‘二十一名飞员乐团的歌曲’。我想让这首歌曲与我们的歌迷之间产生共鸣，并且在我们的演出上拥有其自身的意义。即便歌曲创作的始端受到了电影主题的启发，但在歌词创作出、直至歌曲完整诞生的那一刻，我才认识到，这是我们的歌曲。”
在发行七日后，歌曲出现在了RTÉ2频道电视节目《芝加哥警署》的插入广告中。

## 商业表现
截至目前，歌曲在美国《公告牌》百强单曲榜上的峰值为第二位，屈居于老菸槍雙人組的〈靠近我〉之后，成为了二十一名飞行员第二支进入百强榜前五位的单曲。歌曲与〈辗转难眠〉同为乐团拥有最高排位的单曲。凭借在同一周内〈异类〉和〈Ride〉分别包揽第四、五位，二十一名飞行员成为了继披頭四樂隊和艾維斯·普里斯萊后第三位/组在该榜单五十八年的历史中同时拥有两首或以上前五位单曲的摇滚艺人，他们也是四十七年以来的首位/组艺人。歌曲同样到达了热门摇滚歌曲榜以及另类歌曲榜的首位。
歌曲进入了全球十五个榜单的前十，包括澳大利亚、比利时、加拿大和瑞士等，并同时到达了英国单曲排行榜的第五位。

## 音乐录影带
2016年6月21日，由安德鲁·多诺霍（Andrew Donoho）掌镜的官方录影带上传至Fueled By Ramen唱片公司的YouTube频道。录影带展示了约瑟夫在Belle Reve（一座DC宇宙中所设定的监狱）中演唱歌曲的画面，而敦在视频片段中则是以击打架子鼓的形象出现。临近视频尾声时，约瑟夫和敦在一小房间中心的小型舞台上演出，而在之后囚犯们纷纷离开了他们的牢房，观看约瑟夫和敦表演着歌曲的余下部分。视频尾声，约瑟夫独自坐在房间内，并由监狱里的维护保镖集体围住。音乐录影带中穿插了电影《自殺突擊隊》的部分片段。截至2016年10月7日，这部视频拥有超过290万次的观看量以及超过260万的喜爱量。
该视频赢得了2016年MTV音乐录影带大奖的最佳摇滚乐录影带。

## 现场演出
2016年7月28日，乐队在北卡罗来纳州夏洛特一音乐工厂的住宅区露天剧场的音乐会上首次表演了〈异类〉。自此以后，歌曲在乐团的巡演列表上取代了〈Doubt〉。乐团在2016年9月23日的iHeartRadio音乐节以及10月8日的《週六夜現場》节目上也表演了此曲。

## 创作人员
- 泰勒·约瑟夫 – 演唱、钢琴、贝斯吉他、合成器、音乐编制（英语：Programming (music)）
- 约什·敦 – 鼓、打击乐器

## 榜单
無效榜單輸入 Germany2|9
| 榜单（2016年）                       | 最高 排位 |
| ------------------------------------ | --------- |
| 澳大利亚（澳大利亚唱片业协会單曲榜） | 3         |
| 奥地利（Ö3四十强单曲榜）             | 5         |
| 比利时佛兰德（Ultratop五十强单曲榜） | 15        |
| 比利时瓦隆（Ultratop五十强单曲榜）   | 27        |
| 加拿大（Canadian Hot 100）           | 3         |
| 加拿大（《告示牌》Canada CHR）       | 38        |
| 加拿大（《告示牌》Canada Hot AC）    | 48        |
| 加拿大（《告示牌》Canada Rock）      | 9         |
| 捷克（電台百強單曲榜）               | 19        |
| 捷克（百強數位單曲榜）               | 1         |
| 丹麥（Tracklisten）                  | 11        |
| 芬兰（芬蘭官方單曲榜）               | 6         |
| 法國（法國唱片出版業公會單曲榜）     | 19        |
| 匈牙利（四十強單曲榜）               | 7         |
| 匈牙利（四十強串流榜）               | 2         |
| 愛爾蘭（愛爾蘭唱片音樂協會单曲榜）   | 4         |
| 義大利（意大利音乐产业联盟）         | 11        |
| 拉脫維亞（拉脫維亞四十強電台榜）     | 1         |
| 黎巴嫩（黎巴嫩官方二十強榜）         | 9         |
| 荷兰（荷蘭四十強單曲榜）             | 10        |
| 荷兰（百强单曲榜）                   | 12        |
| 新西兰（新西兰官方音乐榜）           | 2         |
| 挪威（VG-lista單曲榜）               | 4         |
| 波蘭（波蘭百大電台榜）               | 52        |
| 葡萄牙（AFP）                        | 4         |
| 俄羅斯（Tophit電台榜）               | 29        |
| 蘇格蘭（官方榜单公司單曲榜）         | 5         |
| 斯洛伐克（電台百強單曲榜）           | 95        |
| 斯洛伐克（百強數位單曲榜）           | 1         |
| 西班牙（西班牙音樂製作協會）         | 17        |
| 瑞典（瑞典最熱榜）                   | 6         |
| 瑞士（瑞士热门音乐榜）               | 3         |
| 英國（官方榜单公司單曲榜）           | 5         |
| 美国（《告示牌》百大單曲榜）         | 2         |
| 美國（《告示牌》Adult Pop Airplay）  | 14        |
| 美國（《告示牌》Hot Rock Songs）     | 1         |
| 美國（《告示牌》主流搖滾歌曲榜）     | 20        |
| 美國（《告示牌》Pop Airplay）        | 4         |

## 销量认证
| 地區                                                       | 认证    | 认证单位/销量 |
| ---------------------------------------------------------- | ------- | ------------- |
| 澳大利亚（澳大利亚唱片业协会）                             | 白金    | 70,000‡       |
| 加拿大（加拿大音乐协会）                                   | 2× 白金 | 0*            |
| 意大利（意大利音乐产业联盟）                               | 白金    | 50,000‡       |
| 新西兰（新西兰唱片音乐协会）                               | 白金    | 0*            |
| 英国（英国唱片业协会）                                     | 金      | 400,000‡      |
| 美国（美國唱片業協會）                                     | 白金    | 1,000,000‡    |
| *僅含認證的實際銷量 ^僅含認證的出貨量 ‡僅含認證的+實際銷量 |         |               |

## 发行历史
| 国家或地区 | 日期          | 格式            | 唱片公司                |
| ---------- | ------------- | --------------- | ----------------------- |
| 全球       | 2016年6月16日 | 数字下载 流媒体 | 大西洋唱片 华纳兄弟唱片 |
| 美国       | 2016年6月20日 | 主流热门电台    | 大西洋唱片 华纳兄弟唱片 |